# Amt Selent/Schlesen
Amt Selent/Schlesen er et amt i det nordlige Tyskland, beliggende i den centrale del af Kreis Plön. Kreis Plön ligger i den østlige/centrale del af delstaten Slesvig-Holsten. Amtets administration er beliggende i Selent og grænser mod nord til Amt Probstei, mod vest til Amt Schrevenborn, mod syd til Amt Preetz-Land, og mod øst til Amt Großer Plöner See.

## Kommuner med deres landsbyer og bebyggelser
1. Dobersdorf med Charlottenhof, Friedrichsberg, Jasdorf, Lilienthal, Mörken, Neuenkrug, Schädtbek, Wulfskuhl, Wulfsburg, Timmbrook, Wildhaus, Rehburg, Moorsehden og Tökendorf.
2. Fargau-Pratjau med Burg, Fargau, Friedrichsfelde, Jackenmoor, Legbank, Pratjau, Salzau, Hütten, Neu-Sophienhof, Ernsthausen, Münstertal og Sophienhof.
3. Lammershagen med Bauersdorf og Bellin.
4. Martensrade med Brook, Stellböken, Klinten, Wittenberg og Wittenbergerpassau.
5. Mucheln med Hasselburg, Sellin og Tresdorf.
6. Schlesen med Fernhausen, Friesenhof, Georgenfelde, Selkau og Ziegelhof.
7. Selent.

## Historie
Amt Selent/Schlesen blev oprettet 1. oktober 1959 af kommunerne Dobersdorf, Fargau, Pratjau, Schlesen og Stoltenberg fra det tidligere Amt Schlesen og kommunerne Lammershagen, Martensrade, Mucheln og Selent fra det tidligere Amt Selent. I 1974 indgik kommunerne Fargau og Pratjau i amtet.